# Йохана (Брабант)
Йохана (Йоана, Жана) от Брабант (на немски: Johanna von Brabant; * 24 юни 1322; † 1 ноември 1406, Брюксел) от род Регинариди, е от 1355 до 1406 г. херцогиня, наследничка на херцогствата Брабант и Лимбург, маркграфиня на Антверпен, и чрез женитби графиня на Холандия и от 1353 до 1383 г. херцогиня на Люксембург.

## Живот
Тя е най-възрастната дъщеря на херцог Йохан III от Брабант (1300 – 1355) и съпругата му Мария д'Еврьо (1303 – 1335), дъщеря на граф Луи д’Eврьо († 1319), син на френския крал Филип III.
Йохана се омъжва през 1334 г. за Вилхелм IV (* 1317, † 1345) от Дом Авен, граф на Хенегау, Холандия и Зеландия, син на граф Вилхелм III. Той е убит през 1345 г. Те имат един син Вилхелм, който умира малък.
Йохана се омъжва втори път през март 1352 г. за граф Венцел I Люксембургски от Бохемия (* 1337, † 1383), от 1353 г. херцог на Люксембург, син на крал Ян Люксембургски. Бракът е бездетен.
Лудвиг фон Мале напада Брабант, но на Жана оказва помощ император Карл IV, по-големият брат на съпруга ѝ Венцел. Така тя съхранява херцогството. През май и септември 1404 г. тя определя за своя наследница племенница си Маргарета III, графиня на Фландрия, дъщеря на нейната сестра Маргарета Брабантска и Лудвиг фон Мале и съпруга на Филип Смели, херцог на Бургундия. Понеже Маргарета III умира преди нея на 21 март 1405 г., наследството отива при нейния по-малък син Антон Бургундски.
Йохана умира на 1 септември 1406 г. на 84 години в Брюксел, Белгия. Погребана е в мавзолей, разположен в църквата на Кармелитите.
- Йохана с Венцел
- Херцогство Брабант към 1350 г. 
(в червено)